# Pfarrkirche Kufstein-Zell

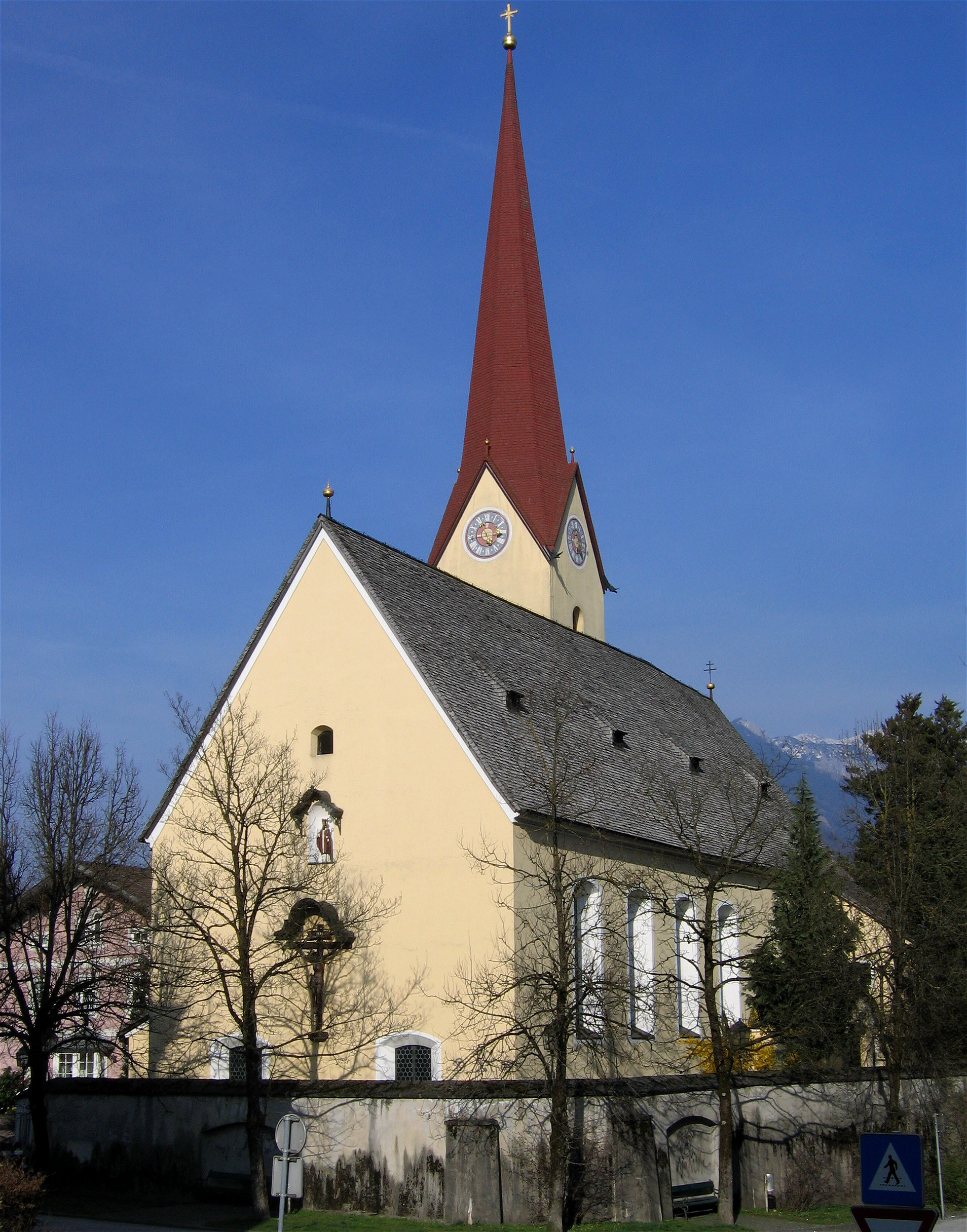
Katholische Pfarrkirche hl. Martin in Zell/Kufstein

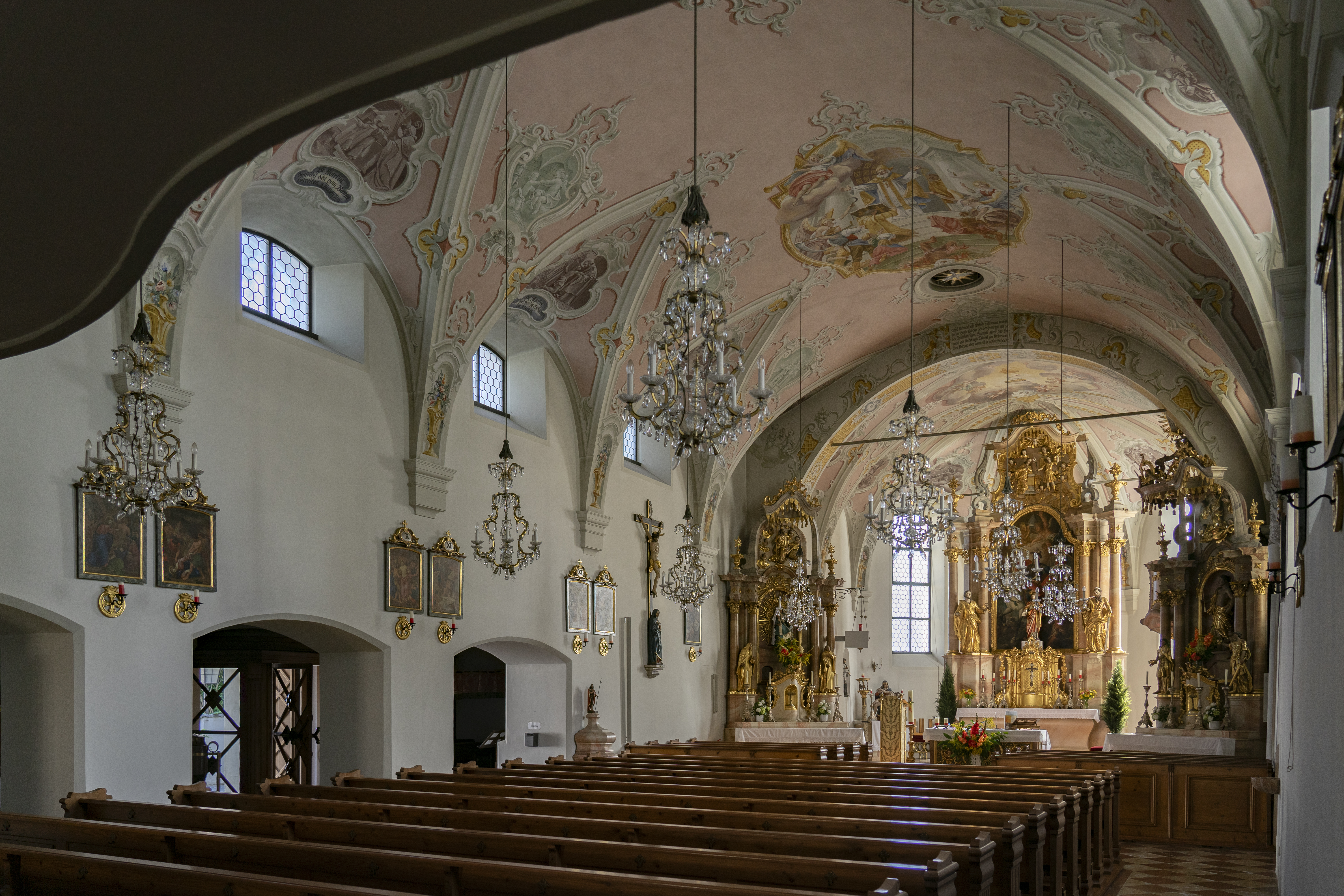
Innenansicht

Die Pfarrkirche Kufstein-Zell steht in der Ortschaft Zell in der Stadtgemeinde Kufstein im Bezirk Kufstein im Bundesland Tirol. Die auf den heiligen Martin von Tours geweihte römisch-katholische Pfarrkirche gehört zum Dekanat Kufstein der Erzdiözese Salzburg. Die Kirche und der ehemalige Friedhof stehen unter Denkmalschutz (Listeneintrag).

## Geschichte
Urkundlich im Güterverzeichnis des Bischofs Arn von Salzburg aus der Zeit um 788–790 als ecclesia genannt, bestand wahrscheinlich ab dem frühen 8. Jahrhundert eine Mönchszelle im Ort. 1315 bestand eine Kirche als Filiale von Langkampfen. 1891 wurde die Kirche zur Pfarrkirche erhoben.
Die im Kern gotische Kirche wurde um 1722 barock verändert.

## Architektur
Die außen schlichte Kirchenbau mit einem gotischen Turm ist von einem Friedhof umgeben.
Der gotische Turm aus dem Ende des 14. Jahrhunderts an der Chornordseite hat rundbogige Schallfenster und trägt einen 1877 erneuerten Giebelspitzhelm. An der Chorsüdseite steht eine zweigeschoßige Sakristei.
Das Kircheninnere zeigt sich mit einem dreijochigen Langhaus unter einem barocken Tonnengewölbe auf Konsolen mit gegeneinander versetzten Stichkappen aus 1722. Die Fenster reichen bis zum Gewölbeansatz, im Dachboden sind Reste der höheren gotischen Gewölbe erhalten. Der Triumphbogen ist rundbogig. Der leicht eingezogene einjochige Chor mit einem Fünfachtelschluss hat ein barockes Kreuzgratgewölbe auf Konsolen, in der Nordwand des Chores ist ein Portal mit einem Rundstabprofil zum Turmerdgeschoß mit einem gotischen Kreuzrippengewölbe. Die Gewölbemalereien mit Szenen aus dem Leben des hl. Martin schuf der Maler Rafael Thaler 1927 nach einem Entwurf des Malers Josef Mühlbacher.

## Ausstattung
Die spätbarocke Altarausstattung aus dem dritten Viertel des 18. Jahrhunderts wurde dem Bildhauer Franz Stitz zugeschrieben.
Das Leinwandbild Auferweckung des Lazarus in einem reichen Stuckrahmen malte Peter Weisspacher 1682.
Die Orgel baute Albert Mauracher 1917.